# 格罗兹内山脉
格罗兹内山脉（俄語：Хребет Грозный）是择捉岛的火山，属北海道根室振兴局或萨哈林州库里尔斯克区，最高点小田萌山海拔1,211米。它包含小田萌山、指臼山、乌帽子山、烧山、本登山等，其山体主要由安山岩和英安岩构成。